# Tweede Slag bij Rappahannock Station
De Tweede slag bij Rappahannock Station vond plaats op 7 november 1863 in Fauquier County en Culpeper County, Virginia bij de Orange and Alexandria Railroad tijdens de Amerikaanse Burgeroorlog.

## Achtergrond
Na de Slag bij Gettysburg in juli 1863 namen de Noordelijke Army of the Potomac en de Zuidelijke Army of Northern Virginia de tijd om hun legers de broodnodige rust te gunnen. Na enkele slagen in de loop van de maand oktober trok generaal Robert E. Lee zijn leger terug achter de rivier de Rappahannock om zijn winterkwartieren te betrekken.
De enige verbinding tussen de twee oevers van de rivier was een pontonbrug bij Rappahannock Station. Deze brug werd beschermd door een bruggenhoofd die uit twee redoutes en een reeks loopgraven bestond. Lee had op de heuvels ten zuiden van de rivier artillerie gepositioneerd om het bruggenhoofd te versterken.
Dit bruggenhoofd vormde het sluitstuk van Lees strategie om de linie langs de rivier te behouden. De vijand moest zijn sterkte verdelen om door de linie te breken of anders stond de vijand bloot aan een aanval in de flank. Generaal-majoor George G. Meade koos voor de eerste optie. Hij liet een deel van zijn leger onder leiding van generaal-majoor John Sedgwick de Zuidelijke stellingen bij Rappahannock Station aanvallen. Een ander deel onder leiding van generaal-majoor William H. French zou 8 km stroomafwaarts bij Kelly’s Ford proberen over te steken. Indien ze erin slaagden om de rivier over te steken, dienden ze bij Brandy Station aansluiting met elkaar te zoeken zodat het grootste deel van Lees leger zou gevangen zitten.

## De slag
Op 7 november, rond de middag, werd de aanval geopend op de Zuidelijke stellingen bij Kelly’s Ford. De Noordelijke troepen van French dreven de Zuidelijken terug en staken de rivier over. Ondertussen rukte Sedgwick op naar Rappahannock Station. Lee reageerde onmiddellijk door de nodige versterkingen naar de bedreigde punten te sturen. Hij stuurde een kleinere legermacht om Sedgwick tegen te houden bij Rappahannock Station terwijl hij de rest naar Kelly’s Ford stuurde. Het plan stond of viel met het feit of Lee erin slaagde om Rappahannock Station lang genoeg te kunnen behouden totdat hij French had verslagen.
Rond 15.00 uur vonden de eerste gevechten plaats tussen een divisie onder generaal-majoor Albion P. Howe van het VI Corps (Sedgwick) en Zuidelijke scherpschutters. De Zuidelijken werden teruggedreven en Howe veroverde een heuvelrug op een kilometer van de rivier. Howe stelde op de heuvels kanonnen op en opende het vuur op de Zuidelijke redoutes. De Zuidelijke artillerie beantwoordde het vuur maar sorteerde weinig effect.
De redoute werd verdedigd door de eenheden van generaal-majoor Jubal Earlys divisie. Hij versterkte rond 16.30 uur de Louisiana Tigers van brigadegeneraal Harry T. Hays met vier regimenten uit North Carolina van kolonel Archibald C. Godwin. Dit bracht het aantal verdedigers op 2.000 soldaten.
De redoutes werden voortdurend door de Noordelijke artillerie beschoten. De infanterie ging nog niet over tot de aanval. In de loop van de namiddag raakte Lee meer en meer overtuigd dat de aanval op het bruggenhoofd een schijnaanval was om de aanval van French te ondersteunen. Deze beoordeling zou fout blijken te zijn. Tegen het invallen van de duisternis werd het bombardement gestopt. Sedgwicks infanterie zette de aanval in op de Zuidelijke stellingen. De 6th Maine Volunteer Infantry Regiment voerde de aanval aan. Er volgden zware man-tegen-mangevechten. De 6th Maine brak zonder hulp door de vijandelijke linies en veroverde de oostelijke redoute. Enkele tellen later veroverde de 5th Wisconsin de westelijke redoute. Ook op de rechterflank boekten de Noordelijken successen. De Zuidelijke weerstand verdween als sneeuw voor de zon toen honderden soldaten hun wapens neerlegden en zich overgaven. Andere soldaten probeerden te ontsnappen door de ijskoude rivier over te zwemmen of over de brug weg te lopen. De Zuidelijke eenheden aan de overzijde van de rivier keken hulpeloos toe hoe hun kameraden ten onder gingen.

## Gevolgen
De Zuidelijken verloren 1.670 doden, gewonden of gevangenen. De Noordelijken verloren bij een frontale aanval op redoutes slechts 419 soldaten. Het was de eerste maal dat Noordelijke troepen bij hun eerste aanval op vijandelijke redoutes zo’n succes boekten.
Deze slag was een smadelijke nederlaag voor de Zuidelijken. Twee brigades die in goed verdedigbare stellingen stonden en ondersteund werden door artillerie, moesten zich overgeven. Kolonel Walter H. Taylor, staflid van Lee, omschreef het als "het droevigste hoofdstuk in de geschiedenis van de Army of Northern Virginia". Lee liet de slag analyseren om te achterhalen wat fout gelopen was. Die nacht waren er echter dringender zaken te regelen. Het verlies van het bruggenhoofd was een streep door de rekening van Lee om het volgende voorjaar over te gaan tot het offensief. Ook zijn linie was onverdedigbaar geworden. Daarom trok hij zijn leger vrijwel onmiddellijk terug om het te beschermen voor de ondergang.